# Julius Marandi
Julius Marandi (* 8. Juni 1954 in Belatanr, Jharkhand, Indien) ist Bischof von Dumka.

## Leben
Julius Marandi empfing am 9. Dezember 1983 das Sakrament der Priesterweihe.
Am 14. Juni 1997 ernannte ihn Papst Johannes Paul II. zum Bischof von Dumka. Der Erzbischof von Ranchi, Telesphore Placidus Toppo, spendete ihm am 7. Oktober desselben Jahres die Bischofsweihe; Mitkonsekratoren waren der Erzbischof von Kalkutta, Henry Sebastian D’Souza, und der Bischof von Bhagalpur, Thomas Kozhimala.